# Stanisław Iwanicki
Stanisław Iwanicki (ur. 5 marca 1951 w Białej Podlaskiej) – polski prawnik, radca prawny i polityk. W 1995 szef Kancelarii Prezydenta RP, w 2001 minister sprawiedliwości, poseł na Sejm III kadencji.

## Życiorys
Ukończył w 1975 studia na Wydziale Prawa i Administracji Uniwersytetu Marii Curie-Skłodowskiej w Lublinie. Od 1976 do 1984 pracował jako prokurator, w 1981 kierował Związkiem Zawodowym Pracowników Prokuratury PRL. Do 1990 praktykował przez sześć lat jako radca prawny. Na początku lat 90. z ramienia Komitetu Obywatelskiego zasiadał w radzie miasta Radom.
Od 1991 do 1995 był zastępcą prokuratora generalnego. W 1995 minister stanu, szef Kancelarii Prezydenta Rzeczypospolitej Polskiej Lecha Wałęsy. W tym samym roku został notariuszem. Stał też na czele rady Instytutu Lecha Wałęsy.
W latach 1997–2001 był posłem na Sejm z listy Akcji Wyborczej Solidarność. Pełnił funkcję wiceprzewodniczącego Chrześcijańskiej Demokracji III RP. W 2001 pełnił funkcję ministra sprawiedliwości i prokuratora generalnego w rządzie Jerzego Buzka. W 2001 wycofał się z bieżącej polityki.
W lutym 2002 został prokuratorem pionu śledczego Instytutu Pamięci Narodowej, rok później przeszedł w stan spoczynku.

## Odznaczenia państwowe
- Krzyż Kawalerski Orderu Odrodzenia Polski (2011)[1]